# An Quang
An Quang là một xã thuộc huyện An Lão, tỉnh Bình Định, Việt Nam.
Xã An Quang có diện tích 55,71 km², dân số năm 1999 là 985 người, mật độ dân số đạt 18 người/km².

## Hành chính
Xã An Quang được chia thành 5 thôn: 2, 3, 4, 5, 6.